# 10カラット
『10カラット』（テンカラット）は、2005年10月6日（5日深夜）から2006年3月30日（29日深夜）まで、TBS系列で放送されていたTBS制作のバラエティ番組。放送時間は、毎週木曜0:25 - 0:55(水曜深夜、JST)。

## 概要
2005年4月から同年9月まで放送された前身番組『ゲンセキ』から選抜された若手芸人10組20名が出演した（番組内で「PURE STONE Presents」と表示されるのはこのことを指している）。出演者の人数が多いのは他番組との差別化をはかるためであり、10組にしたのはキリがよいため。
コントを中心に体を張ったロケ企画、トークコーナーなどで構成される。
深夜放送の若手芸人のコント番組で開始前にオーディションをするなど『はねるのトびら』（フジテレビ）と共通する部分が多いが、櫟本プロデューサー曰く、意識は全くしていないし、ライバル心もないという。
2006年4月13日（12日深夜）より放送が開始された後番組『スイッチ!』には、本番組のレギュラー10組のうちオリエンタルラジオ・トップリード・バッドボーイズ・ハリセンボン・マチコが出演した。

## 出演者

### 会長
木梨憲武（とんねるず）
前身番組『ゲンセキ』のMC。10カラットでも月1回の新ネタ発表会のMC・最終回の卒業式など特別企画に出演した。

### メンバー
| コンビ名           | 所属事務所                   | メンバー1  | メンバー2    | キャッチフレーズ                    |
| ------------------ | ---------------------------- | ---------- | ------------ | ----------------------------------- |
| アームストロング   | 東京吉本興業                 | 栗山直人   | 安村昇剛     | クラスで人気者2位と3位のコンビ      |
| 上木総合研究所     | ワタナベエンターテインメント | Dr.上木    | ベイビー谷本 | 規格外の不細工コンビ                |
| オジンオズボーン   | 松竹芸能                     | 篠宮暁     | 高松新一     | 明るく楽しいお笑いテーマパーク      |
| オリエンタルラジオ | 東京吉本興業                 | 中田敦彦   | 藤森慎吾     | お笑い界のドラフト1位               |
| コンマニセンチ     | 東京吉本興業                 | 竹永善隆   | 堀内貴司     | 常に全力・常にパワフル・常に空回り? |
| トップリード       | 太田プロダクション           | 和賀勇介   | 新妻悠太     | 比較的地味な二人組                  |
| バッドボーイズ     | 東京吉本興業                 | 佐田正樹   | 大溝清人     | 死ぬまで・福岡愚連隊                |
| ハリセンボン       | 東京吉本興業                 | 箕輪はるか | 近藤春菜     | 打倒!才色兼備                       |
| プラスマイナス     | 大阪吉本興業                 | 兼光貴史   | 岩橋良昌     | 喜怒哀楽ハイテンション漫才          |
| マチコ             | 浅井企画                     | 勝又伸悟   | 藤平益人     | 摩訶不思議コント                    |

## 主なコント・コーナー
今週のモーニングタイトルコール→寝起きゴーストバスターズ
- 主に中田、佐田、春菜又はターゲット芸人の相方出演。

〜暴走族あがり教師〜 福岡大好き佐田先生
- 先生：佐田、生徒：他

赤裸々パーティー
- 主に全員出演。
- 出演者の台詞はほとんどアドリブ。

死ぬまでに一度は言ってみたいフレーズSHOW
- メンバーが1人ずつ出演し、死ぬまでに一度は言ってみたいフレーズを言っていくという一発ギャグのコーナー。

みんなのうた
- 高松、上木、岩橋、新妻、勝又他

関西戦士ナニワマン
- 藤森、春菜、兼光

レンとナナ
- 漫画『NANA』のパロディ。同漫画に登場しそうなカップルのレン（中田）とナナ（はるか）が気だるい雰囲気でコンビニのバイトの面接に行くが、自分たちの世界に陶酔してコンビニの店長（藤森）を困惑させる。どちらも理屈っぽいナルシストで興奮すると語尾が英語になる。

Ristorante すえぜん
- 佐田、はるか、春菜
- 道行く一般男性に、食べるならハリセンボンのどちらかを聞き、食べたくない方の顔にコップの水をぶちまけるという内容。

通勤ラッシュ
- 主に全員出演

サイレント晩餐会
- 中田、藤森、佐田、春菜
- 食べる音、食器などの音を立ててはならない。音を立てると料理はその場で没収され、残りのメンバーは食べることができない。

花よりチェリーボーイ
- 兼光、岩橋、上木、谷本
- 『花より男子』のパロディ。学園を仕切りB4（ブサイク4）から机に赤札が入っていた人はB4に初キスの報告をする。上木が道明寺司、谷本が花沢類、兼光が西門総二郎、岩橋が美作あきら役。

ガヤ女
- スパの受付で店員（篠宮）と客（栗山）がもめているところに女性3人組（安村、藤平、堀内）が通りすがり、ガヤガヤと喋りながら盛り上がる。

流止男（ながれ とめお）
- サークルの忘年会をしているところに、流れを止める様に現れた同じ大学の流（栗山）。空気の読めない言動が多い。

パンティー女
- 下着に惑わされる男達。しかし持ち主はお色気たっぷりの不細工なお姉さん（春菜）。

ノブと公園
- 公園の近くに住むノブ（堀内）と、公園を利用する人とのやりとり。「静かにしないと先輩に怒られる」と言っていつも追い払ってしまう。

ボディーは車中、フェイスはアルタ
- オリエンタルラジオ、ドM芸人。
- タイトルは甲斐正明監督作品の『顔は新宿カラダは車中!!』に由来。

タケゾーくんとオオミタくん
- 杉村太蔵と大仁田厚のパロディ。タケゾー（竹永）とオオミタ（清人）はインタビューが進むにつれて次第に熱くなっていく。

車大好き不江羅亜利先生
- 篠宮　他

死神はるか
- はるか　他

侍Players
日本列島やり投げの旅

## 特別企画

### 10カラットLIVE
月に1度（実際は全3回）行われた新ネタ発表会。観客が各コンビに投票し、第1回は5位まで、第2回・第3回は3位までと木梨の推薦枠1組のネタがオンエアされた。
- 2005年10月27日（26日深夜）放送
  - 1位：プラスマイナス
  - 2位：オリエンタルラジオ
  - 3位：バッドボーイズ
  - 4位：マチコ
  - 5位：オジンオズボーン
- 2005年12月1日（11月30日深夜）放送
  - 1位：プラスマイナス
  - 2位：オリエンタルラジオ
  - 3位：バッドボーイズ
  - 木梨枠：トップリード
- 2006年2月2日（1日深夜）・9日放送（8日深夜、後述するWINTER LIVE内）
  - 1位：オリエンタルラジオ
  - 2位：アームストロング
  - 3位：コンマニセンチ
  - 木梨枠：ハリセンボン

### 赤裸々パーティー大忘年会で懺悔スペシャル
2005年12月22日（21日深夜）放送。「赤裸々パーティー」の会場に突然木梨が現れ、年内最後の放送ということで反省会を行った。指名されたメンバーが年内の活動について懺悔を行い、低周波によって更生した。
反省会の一環として、放送された全コント・ネタを対象としたインターネット人気投票の結果が発表された。
また放送での出演秒数ランキングも発表され、1位はオリエンタルラジオ藤森の1時間24分であった。ちなみに最下位はコンマニセンチ竹永の8分で、他の出演者などに顔を隠されたり空気を読めない行動をした姿を「映り込み集」として特別放送した。
コント＆コンビネタ人気ランキング
- 1位：ネタ・オリエンタルラジオ（第1回発表会）
- 2位：福岡大好き佐田先生
- 3位：レンとナナ
- 4位：ガヤ女
- 5位：ネタ・プラスマイナス（第1回発表会）
- 6位：流止男
- 7位：東京ラブストーリー（ドラマ名場面）
- 8位：みんなのうた（上木編）
- 9位：ノブと公園
- 10位：通勤ラッシュ（春菜編）

1位発表時には『ゲンセキ』で放送されたオリエンタルラジオの全ネタを放送した。

### 10カラットWINTER LIVE
2006年1月26日（25日深夜）にZepp Tokyoで行われたライブ。2月2日（1日深夜）・9日（8日深夜）の2週にわたり放送された。
放送されたコーナー
- 新ネタLIVE（結果は前述）
- 「みんなのうた」スペシャルバージョン
- キャラコラボコント「ライブ入り口にて」（ガヤ女、レンとナナ、パンティー女、背堂じきる、流止男、ノブと公園、B4が出演）

この他、放送されなかったコーナーもある。
なお番組内で行われた観覧募集への応募総数は約1万人、倍率は10倍であった。

### スタッフルーム大掃除＆総集編スペシャル
2006年3月23日（22日深夜）放送。収録最終日であり放送も最終回直前ということで、スタッフルームにあるカツラや衣装、収録テープなどを担当者に返却した。オンエアでは出演芸人が機材を返却する様子とコントの総集編が交互に放送された。
コント「妖怪ソロソロ」のモデルとなったAD香西も出演している。

## 最終回
2006年3月30日（29日深夜）放送。出演者全員とスタッフ出演で卒業式を行った。

### 内容
- メンバーの呼びかけ
- 卒業試験（木梨から出されるお題をアドリブで返す）
  - コンマニセンチ：全力イス倒れ
  - ハリセンボン近藤：心を込めてのゴメンね
  - オジンオズボーン：即興漫才（ネタを始めた所で木梨に「テーマは卒業で」と急に言われ、そのまま強制終了）
  - オリエンタルラジオ：なぜ売れたのか自己研究
  - 上木総合研究所：なぜ売れないのかを自己研究
- PTA代表（コンマニセンチ竹永の父親）の挨拶、親子イス倒れ
- 井手ディレクターからのエール（ただし途中で、感極まった井手自身が泣き出してしまう）
- 卒業証書授与
  - 1組ずつステージに上がり、木梨から証書が手渡される。
  - メンバーを呼ぶ時、その場にいないゲンセキ芸人（中山功太、くまだまさし、イワイガワなど）やゆーとぴあの名前を読み上げ、「ここにいない芸人をおいしくするのやめて下さい！」と顰蹙を買った。
- バッドボーイズ佐田の挨拶（収録後）
  - 途中で涙が出て言葉にならず、マイクを相方の大溝に渡して最後は大溝が締めた。
- 木梨会長からのエール
  - メンバー全員で、佐田：「暫しお別れ！」全員：「10カラット～！」

3月16日（15日深夜）放送の予告編ではメンバーが「Diamonds」を歌う様子が放送されていたが、当日の放送では時間の都合でカットされた。

## スタッフ
- 会長 : 木梨憲武
- 構成 : 松本真一、柳しゅうへい、有田真平、森、山内正之、鈴木功治、山本太蔵
- ナレーター : 山上智
- 企画協力 : 尾崎充
- TM : 中澤健
- TD : 丹野至之
- カメラ : 井原公二
- VE : 島貫洋
- 照明 : 渋谷康治
- 音声 : 菅原正巳
- 編集 : 橋本逸人、田中敦子（アンサーズ）
- MA : 岩下順、市川正（アンサーズ）
- 音響効果 : 石川良則、杉山典子（スポット）
- ロケ技術 : 鈴木和欣（東放制作）
- 美術プロデューサー : 村上仁之
- デザイン : 太田卓志
- 美術制作 : 羽田一成
- 装置 : 谷平真二
- 操作 : 玉城一平
- 装飾 : 深山健太郎
- 電飾 : 伊吹英之
- 衣装 : 軽石真央
- 持道具 : 貞中照美
- メイク : 大山乃里子
- 床山 : 菊地晴美
- TK : 大島倫子
- 演出補 : 地濃愛、高橋寛之、金澤賢史、香西康位、五島大徳
- アシスタントプロデューサー : 鈴木愛子
- デスク : 松崎由美
- ディレクター : 前川善郎、嶋中一人、塩谷泰孝、井手比佐士
- 演出 : 高橋智大
- 総合演出 : 坂本義幸
- プロデューサー : 櫟本憲勝、山地孝英
- チーフプロデューサー : 荒井昌也
- 制作協力 : G-yama
- 制作 : TBS
- テーマ曲（オープニングテーマ）：「Are you gonna be my girl」　JET　（アルバム『ゲット・ボーン』収録）

他